# Bors, Cantonul Montmoreau-Saint-Cybard

Bors este o comună în departamentul Charente, Franța. În 1 ianuarie 2022 avea o populație de 227 de locuitori.